# 악부
악부(樂府)는 한시(漢詩)의 한 형식으로 고체시의 일종. 그 문체를 악부체(樂府體)라 하기도 한다.
악부는 원래 중국 전한(前漢)의 무제 때에 음악을 관장하던 관서의 명칭이었다.

## 역사
전한 때 민간 가요의 채집을 위해 악부라는 음악 관서(官署)가 설립되었는데, 악부가 모은 가요 그 자체를 가리키는 말이 되었다. 이후 민간가요 전반을 악부라고 칭하기도 하며, 송, 원에서 사와 곡(曲)도 악부 불리게 되었다. 문학사(文学史)상 이른바 악부라 하는 형식은 진 대(魏晉代) 이후에 불리는 것인데, 한, 위의 고곡(古曲)에 바탕하는 악부를 악부고사(古辭), 육조 시대 민간 노래의 것을 악부민가(民歌)라 하고 이것들을 고악부(古樂府)라 한다. 당 대(代)에 와서는 고악부는 거의 연주되지 않는데, 고악부의 형식에 따라 만들어서는 시가(詩歌)의 형식으로 낭독되는 모습을 보였다. 또한 중기 당나라 이후가 되면, 백거이를 비롯하여 신제(新題)를 창시(創始)해서 악부를 만들었는데 이를 신악부(新樂府)라 한다.
북송의 곽무청(郭茂倩)의 《악부시집(樂府詩集)》에는 한나라~당나라 의 가요 또는 문인(文人)들이 이런 제(古題)를 빌려 창작하거나 그 체재(体裁)를 모방해서 만든 가사(歌詞)、신악부(新楽府)가 수록되어 있다.
| 연대          | 선진       | 한                 | 육조 시대    | 수당         | 송   | 원 | 명청         | 현대            |
| ------------- | ---------- | ------------------ | ------------ | ------------ | ---- | -- | ------------ | --------------- |
| 운문          | 시경, 초사 | 사부, 고체시, 악부 | 고체시, 변부 | 근체시, 유부 | 사   | 곡 | 근체시, 연극 | 신사, 현대 가사 |
| 비운문(非--)  | 산문       | 산문               | 변문         | 전기, 변문   | 고문 | -- | 장회소설     | 백화문, 소설    |
| v • d • e • h |            |                    |              |              |      |    |              |                 |